# Woyzeks sidste symfoni
Woyzecks sidste symfoni er en dansk, tragikomisk kortfilm om en tjekkisk komponist og hans kamp for at overleve som arbejdsløs musiker i Danmark. Filmen har Zlatko Buric i hovedrollen og er skrevet og instrueret af Nikolaj Arcel som hans afgangsværk fra Den Danske Filmskole i 2001.
Nikolaj og hans søster Nastja Arcel spiller selv mindre roller i filmen.
Filmen vandt prisen Jury Grand Prix til Clermont-Ferrands Internationale Kortfilmsfestival i år 2002.
Musikken i filmen blev opført af Aalborg Symfoniorkester og Sankt Annæ Symfoniorkester. Produktionsselskaberne var Den Danske Filmskole, Danmarks Radio og TV2.

## Handling
Filmen omhandler den fiktive, klassiske komponist Woyzeck Lotzki, der i Danmark bliver nødt til at komponere musik til en pornofilm. Han flygter fra Prag i 1968, da hans forældre bliver slået ihjel under den sovjetiske invasion af Tjekkoslovakiet. I Danmark er livet som en fremmed flygtning meget hårdt og trist for Woyzeck, som ellers var verdensberømt som musiker tilbage i Tjekkoslovakiet. I Danmark bliver han ydmyget, arbejdsløs og hans musik bliver stjålet af en jaloux dirigent. Woyzeck har skrevet på sit livsværk, en klassisk symfoni i snart 30 år, men bliver nødt til at overleve den største ydmygelse, som for ham er at komponere til en pornofilm, den laveste form for kultur.

## Medvirkende
I filmen medvirker blandt andet:
- Zlatko Buric - Woyzeck Lotzki
- Lars Brygmann - Narratør (stemme)
- Charlotte Munck - Sarah Gianopoulos
- André Babikian - Ari Gianopoulos
- Nicolaj Kopernikus - Jan Jean
- Jesper Asholt - Lars Lundgaard
- Henrik Jandorf - Zbigeiew Lotzki
- Laura Kvist Poulsen - Rikke
- Nastja Arcel - Lena Lotzki
- Nikolaj Arcel - Pizzeria-ejer

## Filmanalyse
Filmen er stiliseret som en form for dokumentarfilm med en narratør (stemmen lagt af Lars Brygmann) med mange flashbacks til hændelserne i heltens liv, der har påvirket hans psyke dybt.
Filmens navn, den tragikomiske antihelt, dokumentarfilmsformatet, antiheltens ydmygelse, afmagt som offer for omstændighederne, fordybning i psyken og den tragiske afslutning er inspireret af Werner Herzog filmen Woyzeck fra 1979, der var selv baseret på det tragiske Woyzeck-skuespil fra 1837 af Georg Buchner. Skuespillet, dens jalousidrama og psykologi var igen baseret på en tysk forbryder Joseph Woyzeck, der var ydmyget i sit daglige liv og begik jalousidrab på hans kæreste, hvilket han blev dømt og halshugget for i 1821. Det tragiske skuespil med offeret for omstændighederne og dennes psykiske sammenbrud har desuden inspireret adskillige andre filminstruktører udover Werner Herzog, mange bøger, andre skuespil og operaen Wozzeck.
Nikolaj Arcel har udtalt, at selvom Woyzecks Symfoni blev velmodtaget, så var det ubehageligt for ham at færdiggøre den og at han personligt var meget skuffet og usikker angående filmen. Han siger, at det var mere stressende at lave denne afgangsfilm end hans første store biograffilm og at han slet ikke bryder sig om at se filmen den dag i dag. Han mener, at genremæssigt var filmen et ufokuseret virvar af alle mulige genrer. Det var ifølge ham et ihærdigt forsøg på at han kunne finde ud af at lave det hele, hvilket er jo umuligt at vise i en enkel film. Efter denne filmoplevelse lovede Nikolaj sig selv at lave mere fokuserede genrefilm.